# Хаммерсхус
Хаммерсхус (дат. Hammershus) – бывшая датская крепость на северной оконечности острова Борнхольм к северо-западу от города Аллинге-Сандвиг. Возведена в 1250 году. Расположена на высоте 74 м от уровня моря. Предположительно построена одним из архиепископов Лунда, точное имя основателя неизвестно.

## История

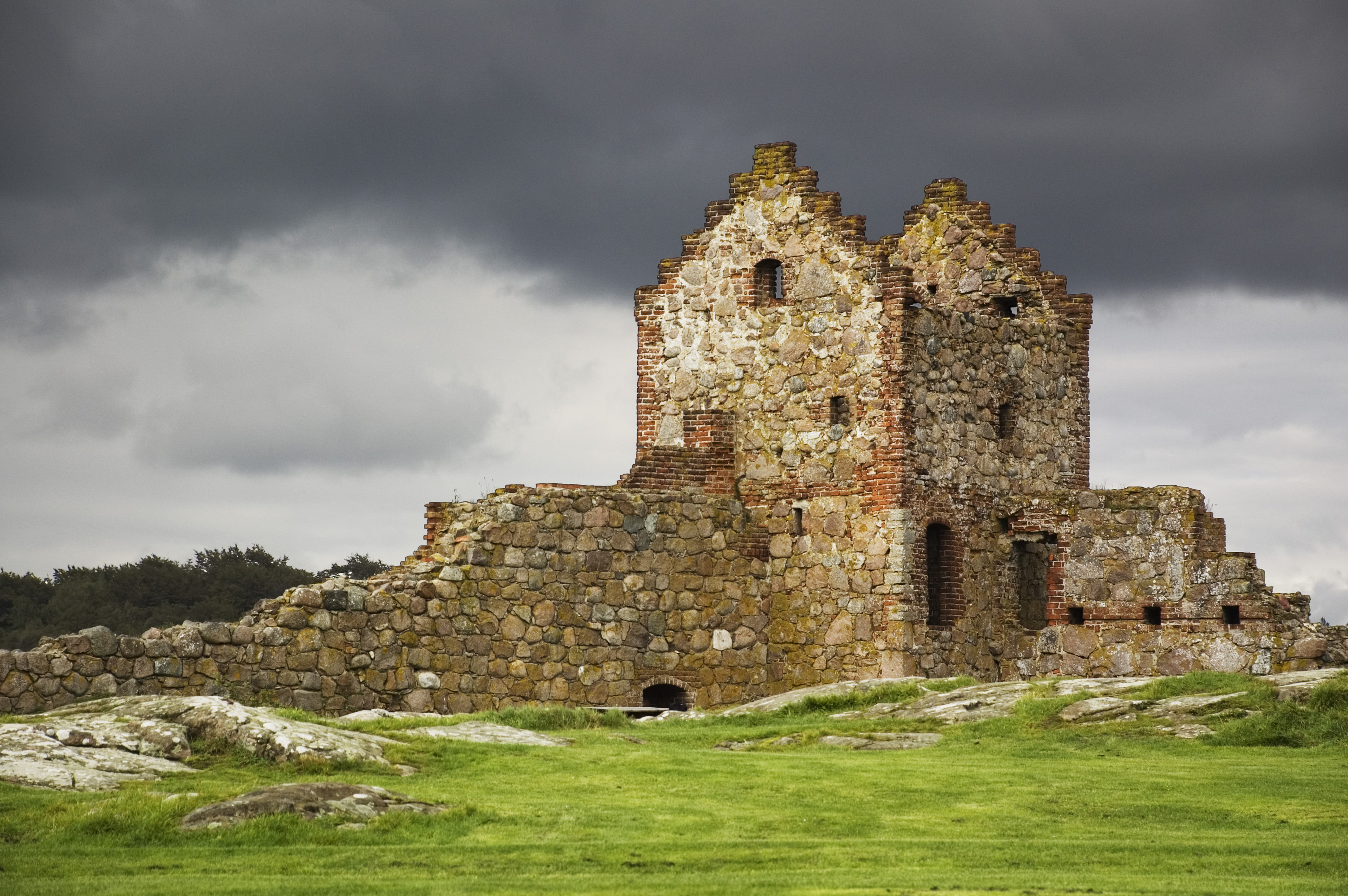
Хаммерсхус

Во время борьбы между королями Дании и архиепископством несколько раз захватывался королевской армией (1259, 1265, 1319 и 1325). В 1521 году взят королём Кристианом II, который заключил в него епископа Оденсе Йенса Андерсена Белльенака (ум. 1537, дат. Jens Andersen Beldenak). В том же году был захвачен войсками немецкого города Любека.
В 1658 году оккупирован шведскими войсками, которая получила в своё владение остров Борнхольм по Роскилльскому миру. В 1660 году, после восстания на острове во время датско-шведской войны, Швеция по Копенгагенскому миру передала остров вместе с замком обратно Дании. В 1660-1661 года в Хаммерсхусе содержались под стражей Корфиц Ульфельдт (дат. Corfitz Ulfeldt) и его жена Леонора Кристина (дат. Leonora Christina Ulfeldt). Замок использовался в качестве тюрьмы ещё несколько раз.
Хаммерсхус частично разрушен в 1750 году. Сейчас от крепости сохранились руины. В 1990 году часть крепости отреставрирована.

## Описание
Посетителям крепости открывается вид на территорию Швеции и на Балтийское море, окружающее остров. С юга к замку походит глубокая равнина с впадинами, заполненными водой, покрытая густым лесом.
Помещения в крепости окружены несколькими кольцами укреплений. Каждое кольцо являлось дополнительной защитой от захватчиков. Сбоку расположены два естественных пруда, снабжавших крепость питьевой водой.
По периметру Хаммерсхус окружен 750-метровой стеной с большой башней.
Хаммерсхус является крупнейшим средневековым защитным сооружением в северной Европе.